# Tollaskogen
Tollaskogen är ett naturreservat i Hässleholms kommun i Skåne.
Området är naturskyddat sedan 2014 och är 88 hektar stort. Det består av en blandlövskog och tidigare betad fäladsmark. Här finns bok, ek och tall och i sänkor sumplövskog.